# Mogoșești, Vâlcea
Mogoșești este un sat în comuna Stoenești din județul Vâlcea, Oltenia, România.
 Acest articol despre o localitate din județul Vâlcea este deocamdată un ciot. Puteți ajuta Wikipedia prin completarea lui.